# Brachistosternus weyenberghi
Espèce
Synonymes
- Telegonus weyenberghii Thorell, 1876
- Brachistosternus intermedius borellii Kraepelin, 1911
- Brachistosternus weijenberghi reimoseri Penther 1913

Brachistosternus weyenberghi est une espèce de scorpions de la famille des Bothriuridae.

## Distribution
Cette espèce est endémique d'Argentine. Elle se rencontre dans les provinces de Mendoza, de San Juan, de La Rioja, de Catamarca, de Tucumán et de Salta.

## Description
Le mâle décrit par Ojanguren-Affilastro en 2005 mesure 49,75 mm et la femelle 47,48 mm.

## Étymologie
Cette espèce est nommée en l'honneur d'Hendrik Weyenbergh.

## Publication originale
- Thorell, 1876 : Études Scorpiologiques. Atti della Societa Italiana di Scienze Naturali, vol. 19, p. 75–272 (texte intégral).